# 4-й парашютный батальон (Великобритания)
4-й батальон Парашютного полка (англ. 4rd Battalion, Parachute Regiment, сокращённо — 4 PARA) — воздушно-десантный резервный батальон 16-й десантно-штурмовой бригады SAS. Изначально батальон нёс службу на севере Англии в Падси, Западный Йоркшир, но в 1993 году был объединён с 15-м шотландским батальоном Парашютного полка, который стал вскоре 15-й шотландской ротой при 4-м батальоне. Батальон в 1999 году объединился с 10-м добровольческим батальоном, последний стал 10-й лондонской ротой. До 2020 года батальон будет функционировать как воздушно-десантное подразделение запаса 16-й десантно-штурмовой бригады.

## История номинальных подразделений
- Непосредственно 4-й парашютный батальон был образован в 1942 году как часть воздушно-десантных войск Великобритании. Участвовал в боях в Алжире и Тунисе как часть 1-й воздушно-десантной дивизии Великобритании: в Алжире участвовал в рамках операции «Факел», в Тунисе помогал американским частям. Участвовал в высадке в Италии при Таранто и Кассино. В августе 1944 года батальон в составе 2-й парашютной бригады участвовал в операции «Регби» на юге Франции, в самом конце войны поддерживал 2-ю новозеландскую дивизию. С 1945 года служил в составе 6-й воздушно-десантной дивизии.
- 10-й парашютный батальон участвовал в составе 1-й воздушно-десантной дивизии в Арнемской операции, его капитан Лионель Эрнест Кверипель[англ.] был посмертно награждён Крестом Виктории. В 1947 году 10-й батальон стал территориальным батальоном резерва, базировавшимся в Лондоне.
- 12-й йоркширский и 13-й ланкаширский парашютные батальоны в составе 6-й воздушно-десантной дивизии участвовали в операции «Оверлорд», 12 июня 1944 ввязались в бой за Бревилль[англ.]. Участвовали в Рейнской операции, в 1947 году преобразованы в территориальные батальоны.
- 15-й шотландский парашютный батальон образован в 1947 году вместе с 17-м (даремским лёгкопехотным) в Северо-Восточной Англии на основе 9-го батальона Даремского лёгкого пехотного полка[англ.].

## 4-й территориальный батальон
4-й парашютный батальон воссоздан 1 апреля 1967 как батальон Территориальной армии после объединения 12/13-го (йоркширского и ланкаширского) батальонов, соединённых в 1956 году, и 17-го батальона Парашютного полка. Все парашютные батальоны составляли 44-ю парашютную бригаду, расформированную 31 марта 1978. После этого 4-й парашютный полк перешёл под личное командование Северо-Восточного военного округа и получил обязанности вспомогательного подразделения при танковой дивизии группы британских войск на Рейне.
С 1982 года 4-й парашютный батальон служил в 15-й пехотной бригаде. В 1999 году был распущен и переехал в Падси, Лидс, однако вернулся в казармы Джубили в местечке Сент-Хеленс в 2006 году. В 2014 году была образована рота D 4-го батальона для службы в Мидлендсе. Штаб-квартира батальона находится на Эдвард-стрит в Регби, штаб-квартира взвода — в казармах Триумф-роуд в Ноттингеме.

## Отличительные признаки

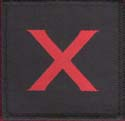
Нашивка 10-го парашютного батальона

Цвет нашивок 4-го батальона — чёрный. На правом рукаве формы парашютистов над изображением крыльев изображена тартановая нашивка в форме буквы X, похожая на ту, что была у шотландских лоулендских полков. Также этот символ изображается на беретах над кокардой парашютных подразделений.

## Подготовка
Требования по физической подготовке для желающих служить в 4-м парашютном батальоне гораздо выше, чем для любых пехотных подразделений и ряда воздушно-десантных подразделений. У 4-го парашютного батальона есть своя программа подготовки новобранцев, независимая от Региональных учебных центров. 2-недельный курс подготовки CIC для добровольцев проходит в лагере Кэттерик под руководством штаба батальона.
Уровень подготовки поддерживается интенсивными тренировками в батальоне. Так, каждый вечер вторника проводятся особенно интенсивные тренировки по физической подготовке, воинским навыкам и управлению. Один или два раза в месяц по выходным проводятся обучения тактике и военным навыкам. Сдаются экзамены типа TSC Bravo, затем экзамены на прыжки с парашютом и экзамены TSC Alpha. Для более продвинутых и опытных солдат предлагается двухнедельная служба раз в год в специальных лагерях, где упор делается на навыки стрельбы, десантирования с воздуха и более длительных физических упражнений.

## Роты

### Рота A (Шотландия)
- Финнстон, Глазго
- Ланарк Роуд, Эдинбург

### Рота B (Большой Лондон)
- Ромфорд, Эссекс
- Уайт-Сити (Лондон)
- Кройдон, Суррей

### Рота C (Северная Англия)
- Падси, Лидс
- Хеббёрн, Тайн-энд-Уир
- Сент-Хеленс, Мерсисайд

### Рота D (Мидлендс)
- Лентон, Ноттингем
- Регби, Уорвикшир

## Текущая деятельность
Учения 4-го парашютного батальона проходят в следующих странах с определённых годов:
- Чехия, 1999 (Czech Mate);
- Франция, 2001 (Gaulish 1);
- Германия, 2002 (Paperchase);
- Украина, 2003 (Cossack Steppe);
- США, штат Вайоминг, 2005 (Stoney Run);
- Албания, 2006.

Батальон регулярно участвует в программах по обмену опытом с рядом подразделений: так, в рамках мероприятий «Paperchase» проходит обмен опытом с 272-м воздушно-десантным батальоном бундесвера (нем. 272. Fallschirmjagers-Battalion), «Anthropoid» — со Словацкими специальными силами (соревнование патрулей), «Pathfinder» — с воздушно-десантными силами Чехии; учения «Market Garden» включают в себя массовый воздушный десант над Арнемом и церемония поминовения павших в Арнемской операции. Также батальон регулярно участвует в Кембрийских патрулях (англ. Cambrian Patrol) на полигоне Сеннидбридж.
В дни вторжения международной коалиции в Ирак в 2003 году 104 солдата батальона были отправлены в 1-й и 3-й батальоны для оказания помощи. В 2004 году батальон предоставил взвод для миротворческой службы, в 2005—2006 годах — роту. Батальон также мобилизовал солдат для помощи 2-му и 3-му парашютным батальонам в Афганистане в 2006, 2008 и 2010—2011 годах, а также помогал Йоркширскому полку и Королевскому танковому полку. Также его солдаты участвовали в боях конфликта в Северной Ирландии и в миротворческих операциях на Балканах.

## Известные военнослужащие
- Билли Коннолли, шотландский музыкант и актёр. Служил в штаб-квартире в Глазго, своей службе посвятил песню «Weekend Soldier».